# Evolution Tour (CD9)
Evolution Tour  fue la segunda gira de conciertos de la boyband mexicana CD9. La gira dio inicio el 21 de mayo de 2016 en la  Arena Ciudad de México, México y terminó el 19 de noviembre en Acapulco.Dio terminada la gira por la edición extendida de su álbum Evolution a Revolution y extender la gira con nuevas canciones agregadas en el mencionado último álbum.

## Lista de canciones
1. «Jaw Dropper»
2. «Ven Dime Que No»
3. «Me equivoqué»
4. «Placer Culposo»
5. «(Medley)The Party, Termino, Para Siempre»
6. «Nuestro Secreto»
7. «Error Perfecto»
8. «Lo Que Te Hace Perfecta»
9. «(Medley) Eres, Eternamente, Aprenderé a vivir»
10. «A Tu Lado»
11. «Own The Night»
12. «I Feel Alive»
13. «Ángel Cruel»
14. «Shakespeare y Serenatas"»
15. «Dime»
16. «Beat it» (Cover - Michael Jackson)
17. «Uno Mismo»

Acto final:
1. «Deja vú»

## Fechas del Tour
| Fecha                   | Ciudad            | País         | Lugar                                         |
| Norteamérica            | Norteamérica      | Norteamérica | Norteamérica                                  |
| ----------------------- | ----------------- | ------------ | --------------------------------------------- |
| 21 de mayo de 2016      | Ciudad de México  | México       | Arena México                                  |
| 10 de junio de 2016     | Gómez Palacio     | México       | Teatro del Pueblo                             |
| 1 de julio de 2016      | San Juan del Río  | México       | Centro expositor                              |
| 2 de agosto de 2016     | Durango           | México       | Velaria                                       |
| 11 de agosto de 2016    | Tulancingo        | México       | Expo Feria de Tulancingo 2016                 |
| 26 de agosto de 2016    | Guadalajara       | México       | Auditorio Telmex                              |
| 9 de septiembre de 2016 | Puebla            | México       | Auditorio Del Complejo Cultural Universitario |
| 2 de octubre de 2016    | Pachuca           | México       | Feria de San Francisco Hidalgo 2016           |
| 4 de octubre de 2016    | Morelia           | México       | Palacio Del Arte                              |
| 8 de octubre de 2016    | León (Guanajuato) | México       | El Domo de la Feria                           |
| 14 de octubre de 2016   | Boca del Río      | México       | World Trade Center                            |
| 16 de octubre de 2016   | San Luis Potosí   | México       | El Domo SanLuis                               |
| 22 de octubre de 2016   | Mérida            | México       | Coliseo Yucatán                               |
| 6 de noviembre de 2016  | Torreón           | México       | Coliseo Centenario                            |
| 19 de noviembre de 2016 | Acapulco          | México       | Forum de Mundo Imperial                       |